# Shamsul Maidin
Shamsul Maidin (Singapura, 16 de Abril de 1966) é um ex-árbitro de futebol de Singapura.
Tem 1,79 m de altura e pesa 75 kg. Executivo do departamento de árbitros em seu país, Shamsul Maidin começou a apitar profissionalmente em 1º de janeiro de 1996. Fala malaio e inglês. Sua primeira partida internacional foi em 7 de dezembro de 1996, Coréia do Sul x Indonésia.
Na Copa do Mundo FIFA de 2006 arbitrou três partidas.